# Hangzhou Sports Park Stadium
Le Hangzhou Olympic Sports Center Stadium (en chinois : 杭州奥林匹克体育中心) est un stade multisports situé à Hangzhou en Chine, inauguré en 2018.
Il a une capacité de 80 000 spectateurs.